# Анку

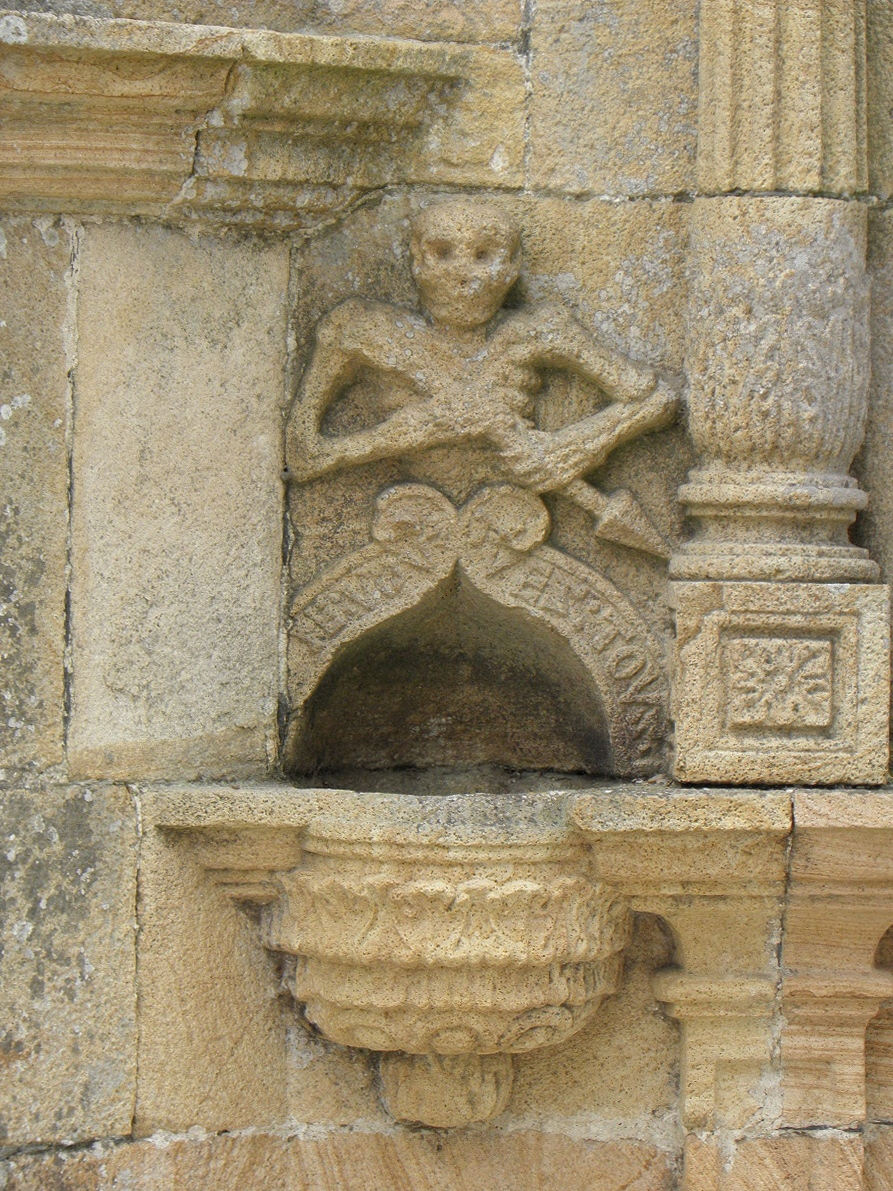
Скульптурное изображение Анку в департаменте Финистер

Анку (брет. ankoù) — образ смерти в бретонской мифологии.
В фольклоре жителей полуострова Бретань предвестник смерти. Обычно Анку становится человек, умерший в том или ином поселении последним в году. Также существует версия, что он — первый похороненный на кладбище. Является Анку в облике высокого измождённого человека с длинными белыми волосами и пустыми глазницами; он одет в чёрный плащ и чёрную широкополую шляпу. Этот человек везёт похоронную повозку, запряженную скелетами лошадей (по другой версии — жёлтой тощей кобылой). Иногда Анку принимает облик скелета. Он достаточно опасен — согласно легенде, тот, кто встретит Анку, умрёт через два года; человек, встретивший Анку в полночь, умрёт в течение месяца. Также предвещает смерть скрип телеги Анку.
В отличие от известной во всей Франции и многих других европейских странах смерти в образе костлявой старухи с косой, Анку всегда представлялся мужчиной. О том, что фигура его не заимствована, может свидетельствовать также и то, что этот персонаж с тем же именем встречается в корнских (Ankow) и валлийских (Anghau) пьесах народного театра, многие сцены которых были созданы под влиянием устной народной литературы. На театральной сцене актёр, игравший Анку, традиционно был одет в белую простыню.